# Winnipeg Challenger
Il Winnipeg Challenger, noto come Winnipeg National Bank Challenger e in precedenza CIBC Wood Gundy Challenger per motivi di sponsorizzazione, è un torneo professionistico di tennis che fa parte dell'ATP Challenger Tour maschile e dell'ITF Women's Circuit femminile. Si gioca annualmente dal 2013 sui campi in cemento del Winnipeg Lawn Tennis Club di Winnipeg in Canada. La prima edizione dei tornei femminili si è tenuta nel 2013 e la prima dei tornei maschili nel 2016. Nel 2019 non si è giocato il torneo femminile mentre nel 2020 l'intero evento è stato annullato per la pandemia di COVID-19.

## Albo d'oro

### Singolare maschile
| Anno       | Campione       | Finalista        | Punteggio        |
| ---------- | -------------- | ---------------- | ---------------- |
| 2025       | Liam Draxl     | Alexander Blockx | 1–6, 6–3, 6–4    |
| 2024       | Benjamin Bonzi | Sho Shimabukuro  | 5–7, 6–1, 6–4    |
| 2023       | Ryan Peniston  | Leandro Riedi    | 6–4, 4–6, 6–4    |
| 2022       | Emilio Gómez   | Alexis Galarneau | 6–3, 7–6(4)      |
| 2021- 2020 | Non disputato  | Non disputato    | Non disputato    |
| 2019       | Norbert Gombos | Brayden Schnur   | 7–6(3), 6–3      |
| 2018       | Jason Kubler   | Lucas Miedler    | 6–1, 6–1         |
| 2017       | Blaž Kavčič    | Peter Polansky   | 7–5, 3–6, 7–5    |
| 2016       | Gō Soeda       | Blaž Kavčič      | 6(4)–7, 6–4, 6–2 |

### Singolare femminile
| Anno | Campionessa              | Finalista       | Punteggio      |
| ---- | ------------------------ | --------------- | -------------- |
| 2018 | Rebecca Marino           | Julia Glushko   | 7–6(3), 7–6(4) |
| 2017 | Caroline Dolehide        | Mayo Hibi       | 6–3, 6–4       |
| 2016 | Francesca Di Lorenzo     | Erin Routliffe  | 6–4, 6–1       |
| 2015 | Kristie Ahn              | Sharon Fichman  | 6–2, 7–5       |
| 2014 | Patricia Mayr-Achleitner | Mayo Hibi       | 6–2, 6–2       |
| 2013 | Johanna Konta            | Samantha Murray | 6–3, 6–1       |

### Doppio maschile
| Anno       | Campioni                           | Finalisti                                 | Punteggio            |
| ---------- | ---------------------------------- | ----------------------------------------- | -------------------- |
| 2025       | Keshav Chopra Andres Martin        | Naoki Nakagawa Kris van Wyk               | 7–6(2), 3–6, [10–3]  |
| 2024       | Christian Harrison Cannon Kingsley | Yuta Shimizu Kaichi Uchida                | 6–1, 6–4             |
| 2023       | Gabriel Diallo Leandro Riedi       | Juan Carlos Aguilar Taha Baadi            | 6–2, 6–3             |
| 2022       | Billy Harris Kelsey Stevenson      | Max Schnur John-Patrick Smith             | 2–6, 7–6(9), [10–8]  |
| 2021- 2020 | Non disputato                      | Non disputato                             | Non disputato        |
| 2019       | Darian King Peter Polansky         | Hunter Reese Adil Shamasdin               | 7–6(8), 6–3          |
| 2018       | Marc-Andrea Hüsler Sem Verbeek     | Gerard Granollers Pujol Marcel Granollers | 6(5)–7, 6–3, [14–12] |
| 2017       | Luke Bambridge David O'Hare        | Yusuke Takahashi Renta Tokuda             | 6–2, 6–2             |
| 2016       | Mitchell Krueger Daniel Nguyen     | Jarryd Chaplin Benjamin Mitchell          | 6–2, 7–5             |

### Doppio femminile
| Anno | Campionesse                         | Finaliste                                          | Punteggio        |
| ---- | ----------------------------------- | -------------------------------------------------- | ---------------- |
| 2018 | Akiko Ōmae Victoria Rodríguez       | Julia Glushko Sanaz Marand                         | 7–6(2), 6–3      |
| 2017 | Hiroko Kuwata Valeria Savinykh      | Kimberly Birrell Caroline Dolehide                 | 6–4, 7–6(4)      |
| 2016 | Francesca Di Lorenzo Ronit Yurovsky | Marie-Alexandre Leduc Charlotte Robillard-Millette | 1–6, 7–5, [10–6] |
| 2015 | Sharon Fichman Jovana Jakšić        | Kristie Ahn Lorraine Guillermo                     | 6–2, 6–1         |
| 2014 | Rosie Johanson Charlotte Petrick    | Maria Fernanda Alves Anamika Bhargava              | 6–3, 6–3         |
| 2013 | Heidi El Tabakh Allie Kiick         | Samantha Murray Jade Windley                       | 6–4, 2–6, [10–8] |